# Anaulacomera ovibos
Anaulacomera ovibos är en insektsart som beskrevs av Rehn, J.A.G. 1917. Anaulacomera ovibos ingår i släktet Anaulacomera och familjen vårtbitare. Inga underarter finns listade i Catalogue of Life.